# Richard Swartz
Richard Swartz, född 14 december 1945 i Stockholm, är en svensk författare och fristående kolumnist i Dagens Nyheter och tidigare mångårig journalist på Svenska Dagbladet. Han gick ut Handelshögskolan i Stockholm 1968, tog en fil.kand. vid Stockholms universitet 1970 och studerade vid Karlsuniversitetet i Prag 1970–1972. Från 1972 var han knuten till Svenska Dagbladet som utrikeskorrespondent. Han slutade att skriva för tidningen i samband med en omorganisation hösten 2009 och skriver numera krönikor på Dagens Nyheters ledarsida.
Richard Swartz är gift med den kroatiska författaren och journalisten Slavenka Drakulić och sedan 1976 bosatt i Wien. Han ingår i Norrköpingssläkten Swartz, liksom statsminister Carl Swartz, och är bror till Eva Swartz och syssling till journalisten Oscar Swartz.